# Gordon Jackson
Gordon Cameron Jackson (Glasgow, 19 dicembre 1923 – Londra, 15 gennaio 1990) è stato un attore scozzese.

## Biografia

### Gli esordi
Nativo di Glasgow (Scozia), in gioventù frequentò la Hillhead High School e occasionalmente recitò per la rete radiofonica BBC, distinguendosi per l'interpretazione del poeta Robert Burns bambino. Lasciata la scuola all'età di 15 anni, iniziò a lavorare alla Rolls-Royce come disegnatore. Nel 1942 venne scritturato dalla Ealing Studios, una delle più importanti case di produzione cinematografiche inglesi, che stava cercando un giovane scozzese per il ruolo di Jock nel film Audace avventura (1942), diretto da Charles Frend e prodotto da Alberto Cavalcanti. Dopo questa pellicola, un dramma di guerra in cui è narrata la missione in Francia di tre soldati britannici, Jackson fu richiesto per altri ruoli dalla Ealing, che si stava specializzando in pellicole di genere bellico. Jackson così decise di lasciare la Rolls Royce e di intraprendere definitivamente la professione di attore.

### Gli anni alla Ealing
Il ruolo successivo per la Ealing fu quello di John Jamieson in Naufragio (1943), la storia di una petroliera britannica che viene attaccata dai tedeschi durante la rotta di ritorno dall'America. Nel 1945 Jackson ebbe occasione di variare genere con Pink String and Sealing Wax, un dramma ambientato a Brighton nell'epoca vittoriana, in cui interpretò il ruolo di David Sutton, il giovane figlio di un farmacista (Mervyn Johns), che viene irretito dalla fatale Pearl Bond (Googie Withers), moglie del gestore di un pub, la quale si serve del ragazzo per tentare di disfarsi del marito.
La carriera di Jackson proseguì durante gli anni quaranta con la partecipazione ad altri film per la Ealing, quali Le cascate del paradiso (1946) di Basil Dearden, accanto a Michael Redgrave, in cui interpretò nuovamente un soldato, il tenente Lennox; Against the Wind (1948) di Charles Crichton, storia di un gruppo di sabotatori in missione in Belgio, in cui Jackson ebbe come partner la giovane Simone Signoret; Eureka Stockade (1949), storia di minatori ambientata nell'Australia di fine Ottocento. Nello stesso anno Jackson fu tra gli interpreti di Whisky a volontà (1949), nel ruolo di George Campbell. Il film, il primo diretto dal regista Alexander Mackendrick, fu un notevole successo commerciale ed è oggi ritenuto un piccolo classico della commedia inglese. 
Nello stesso periodo Jackson fu attivo anche in compagnie teatrali di repertorio, recitando in patria nelle città di Glasgow, Worthing e Perth. Nel 1949, sul set del film Floodtide, incontrò l'attrice Rona Anderson, che sposò nel 1951, e dalla quale ebbe due figli, Graham e Roddy.

### Il cinema internazionale
All'inizio degli anni cinquanta, dopo un'altra pellicola di ambientazione australiana, Bitter Springs (1950), Jackson partecipò ancora a due film per la Ealing, Meet Mr. Lucifer (1953), una satira sull'affermazione della televisione, e La lotteria dell'amore (1954), accanto a David Niven, una commedia sul divismo. La Ealing, per la quale Jackson aveva interpretato in tutto dieci pellicole, stava iniziando la sua fase di declino. L'attore intraprese anche l'attività sul piccolo schermo, alternando gli impegni televisivi a quelli cinematografici.
Grazie ai suoi tratti somatici caratteristici e al suo spiccato accento scozzese, nei decenni 1950-1960 Jackson partecipò a numerose produzioni internazionali e si conquistò una solida fama di versatile attore caratterista in pellicole di grande successo, tra le quali Whisky e gloria (1960) di Ronald Neame, Gli ammutinati del Bounty (1962) di Lewis Milestone, La grande fuga (1963) di John Sturges, Le lunghe navi (1964) di Jack Cardiff e Ipcress (1966) di Sidney J. Furie, una pellicola di spionaggio in cui appare il personaggio dell'agente Harry Palmer (interpretato da Michael Caine).

### La televisione
Durante gli anni settanta, Jackson raggiunse l'apice del successo televisivo grazie al ruolo di Angus Hudson, l'austero maggiordomo di una ricca famiglia borghese dell'Inghilterra edoardiana, nella serie Su e giù per le scale, di cui furono girati sessanta episodi dal 1971 al 1975. Con il personaggio di Mr. Hudson, Jackson ottenne grande popolarità anche all'estero, conquistando il titolo di "attore inglese dell'anno" nel 1974 e vincendo un Emmy Award nel 1976.
Per Jackson giunse un secondo ruolo televisivo di grande successo nella serie poliziesca I Professionals, girata dal 1977 al 1981, e andata in onda fino al 1983, nella quale rivestì il ruolo di George Cowley, capo dell'Unità Operativa CI5, specializzata nel controspionaggio.
Nel 1979, l'attore ricevette il titolo di Ufficiale dell'Impero Britannico. Colpito da un tumore alle ossa, Jackson morì nel 1990, all'età di 66 anni.

## Filmografia parziale

### Cinema
- Volo senza ritorno (One of Our Aircraft is Missing), regia di Michael Powell e Emeric Pressburger (1942) (non accreditato)
- Audace avventura (The Foreman Went to France), regia di Charles Frend (1942)
- Due nella tempesta (Millions Like Us), regia di Sidney Gilliat e Frank Launder (1943)
- Naufragio (San Demetrio London), regia di Charles Frend (1943)
- Pink String and Sealing Wax, regia di Robert Hamer (1945)
- Le cascate del paradiso (The Captive Heart), regia di Basil Dearden (1946)
- Against the Wind, regia di Charles Crichton (1948)
- Eureka Stockade, regia di Harry Watt (1949)
- Whisky a volontà (Whisky Galore), regia di Alexander Mackendrick (1949)
- Stop Press Girl, regia di Michael Barry (1949)
- Bitter Springs, regia di Ralph Smart (1950)
- L'amore è bello (Happy Go Lovely), regia di Bruce Humberstone (1951)
- Meet Mr. Lucifer, regia di Anthony Pelissier (1953)
- Una storia di guerra (Malta Story), regia di Brian Desmond Hurst (1953) (non accreditato)
- La lotteria dell'amore (The Love Lottery), regia di Charles Crichton (1954)
- Il cargo della violenza (Passage Home), regia di Roy Ward Baker (1955)
- L'astronave atomica del dottor Quatermass (The Quatermass Xperiment), regia di Val Guest (1955)
- Windfall, regia di Henry Cass (1955)
- La settima onda (Seven Waves Away), regia di Richard Sale (1957)
- La ragazza di provincia (Let's Be Happy), regia di Henry Levin (1957)
- I piloti dell'inferno (Hell Drivers), regia di Cy Endfield (1957)
- Whisky sì missili no (Rockets Galore!), regia di Michael Relph (1958)
- L'inchiesta dell'ispettore Morgan (Blind Date), regia di Joseph Losey (1959)
- Nemici di ieri (Yesterday's Enemy), regia di Val Guest (1959)
- Whisky e gloria (Tunes of Glory), regia di Ronald Neame (1960)
- La tragedia del Phoenix (Cone of Silence), regia di Charles Frend (1960)
- Gli ammutinati del Bounty (Mutiny on the Bounty), regia di Lewis Milestone (1962)
- La grande fuga (The Great Escape), regia di John Sturges (1963)
- Le lunghe navi (The Long Ships), regia di Jack Cardiff (1964)
- Quei temerari sulle macchine volanti (Those Magnificent Men in Their Flying Machines or How I Flew from London to Paris in 25 hours 11 minutes), regia di Ken Annakin (1965)
- Ipcress (The Ipcress File), regia di Sidney J. Furie (1965)
- Il principe di Donegal (The Fighting Prince of Donegal), regia di Michael O'Herlihy (1966)
- Combattenti della notte (Cast a Giant Shadow), regia di Melville Shavelson (1966)
- Agli ordini del Führer e al servizio di Sua Maestà (Triple Cross), regia di Terence Young (1966)
- La notte dei generali (The Night of the Generals), regia di Anatole Litvak (1967)
- La mano che uccide (Danger Route), regia di Seth Holt (1967)
- La strana voglia di Jean (The Prime of Miss Jean Brodie), regia di Ronald Neame (1969)
- Corri libero e selvaggio (Run Wild, Run Free), regia di Richard C. Sarafian (1969)
- La più bella storia di Dickens (Scrooge), regia di Ronald Neame (1970)
- Il ribelle di Scozia (Kidnapped), regia di Delbert Mann (1971)
- Agente segreto al servizio di madame Sin (Madame Sin), regia di David Greene (1972)
- Roulette russa (Russian Roulette), regia di Lou Lombardo (1975)
- Appuntamento con l'oro (Golden Rendezvous), regia di Ashley Lazarus (1977)
- Il tocco della medusa (The Medusa Touch), regia di Jack Gold (1978)
- Battuta di caccia (The Shooting Party), regia di Alan Bridges (1985)
- Investigazione letale (The Whistle Blower), regia di Simon Langton (1987)

### Televisione
- Robin Hood (The Adventures of Robin Hood) – serie TV, episodio 3x16 (1958)
- Agente speciale (The Avengers) - serie TV, episodio 4x05 (1965)
- Su e giù per le scale (Upstairs, Downstairs) - serie TV, 60 episodi (1971-1975)
- I professionals (The Professionals) - serie TV, 57 episodi (1977-1983)
- Cuore e batticuore (Hart to Hart) - serie TV, episodio 5x05 (1983)

## Doppiatori italiani
Nelle versioni in italiano dei suoi film, Gordon Jackson è stato doppiato da:
- Cesare Barbetti in Whisky e gloria, La notte dei generali
- Sergio Graziani in La grande fuga, Quei temerari sulle macchine volanti
- Bruno Persa in Il cargo della violenza
- Cesare Fantoni in L'inchiesta dell'ispettore Morgan
- Gianni Bonagura ne La strana voglia di Jean
- Arturo Dominici in Il tocco della medusa
- Luciano Melani in Ipcress
- Aldo Massasso in I Professionals